# 버디 홀리
찰스 하딘 홀리(영어: Charles Hardin Holley, 1936년 9월 7일 ~ 1959년 2월 3일)는 미국의 가수, 작곡가이다. 1950년대 로큰롤의 중심인물이자 선구자적 위치에 있는 인물로서 예명은 버디 홀리(영어: Buddy Holly). 대공황 와중에 텍사스주 러벅의 음악적 배경이 있는 가족 슬하에서 자라났으며, 기타 치는 법을 배우고 형제자매와 합창하기를 즐겼다. 복음성가, 컨트리 음악, 리듬 앤 블루스 음악인들의 영향을 깊게 받았으며 러벅에서 고등학교 친구들과 공연을 펼쳤다.
1952년 현지 텔레비전 방송에서 첫 출연한다. 이듬해 자신의 벗 밥 몽고메리와 그룹 '버디 앤드 밥'을 결성하여 활동한다. 1955년 엘비스 프레슬리의 오프닝을 열어준 이후부터 음악 커리어를 추구해나가기로 굳게 다짐한다. 홀리의 밴드는 컨트리 앤 웨스턴 음악에서 로큰롤으로 전향해버렸다. 그해 10월 빌 헤일리 & 히즈 코메츠의 오프닝을 열었을 때 내슈빌의 스카우터 에디 크랜달에게 발탁되었고 그는 데카 레코드와 계약을 맺도록 해주었다.
데카에서의 홀리의 녹음 세션은 오웬 브래들리의 프로듀싱 하에 이루어졌는데 홀리는 브래들리의 음악 스타일과 스튜디오에 대한 통제를 고깝게 보았다. 그리하여 홀리는 뉴멕시코 클로비스에 사는 프로듀서 노먼 페티에게 가서 〈That'll Be the Day〉 및 기타 여러 곡의 데모를 제작하였다. 페티는 홀리 밴드의 매니저를 도맡고 브룬스윅 레코드에 데모를 보내는 일까지 처리했다. 음반사에서는 이것을 '더 크리케츠' 명의로 발표하였는데 이것이 홀리의 밴드명으로 정착되었다. 1957년 9월 크리케츠가 투어를 도는 와중에 〈That'll Be the Day〉가 미영 싱글 차트에서 1위를 달성했다. 또 10월에는 〈Peggy Sue〉가 대히트를 기록함으로써 성공이 꼬리를 물었다.
1957년 11월 《The "Chirping" Crickets》가 발표되었으며 영국 앨범 차트에서 5위를 기록한다. 1958년 1월 《에드 설리번 쇼》에서 두 번째 출연을 이루었으며 호주와 영국을 도는 투어를 개시하였다. 1959년 초 크리케츠를 떠나 새로운 밴드를 조직하는데 훗날의 스타 웨일런 제닝스, 이름높은 세션 뮤지션 토미 올섭, 칼 번치로 구성되었으며 미국 중서부를 중심으로 투어에 착수하였다. 아이오와주 클리어 레이크에 있었던 공연 이후 홀리는 비행기를 대절하여 미네소타주 무어헤드로 향하기 위해 비행기에 몸을 실었다. 이륙한 직후 비행기는 추락했으며 홀리와 동승한 리치 밸런스, 더 빅 보퍼, 조종사 로저 피터슨은 모두 사망했다. 이 비극적 사고는 후일 돈 매클레인의 노래 〈American Pie〉에서 음악이 죽은 날로 묘사된다.
짧디짧은 커리어 와중에도 홀리는 자신이 곡을 직접 쓰고 직접 녹음했다. 두 대의 기타, 각각 한 대의 베이스, 드럼 구성이라는 전통적인 로큰롤 라인업을 정립시킨 음악인으로도 평가된다. 밥 딜런, 비틀즈, 롤링 스톤스, 에릭 클랩튼, 홀리스(회명 자체가 홀리를 기리는 의미로 지은 것이다), 엘비스 코스텔로, 데이브 에드먼즈, 마샬 크랜쇼, 엘튼 존 등 후대의 아티스트에게도 큰 영향을 미쳤다. 로큰롤 명예의 전당 초대 헌액자. 1986년 《롤링 스톤》 선록 '가장 위대한 아티스트 100인'에서 13위.

## 생애

### 나서부터 음악가가 되기까지 (1936년 ~ 1955년)
1936년 9월 7일, 찰스 하딘 홀리는 텍사스주 러벅에서 태어났다. 부친은 로렌스 오델 "L.O." 홀리(Lawrence Odell "L.O." Holley), 모친은 엘라 폴라인 드레이크(Ella Pauline Drake)이며, 형제자매로 래리, 트레비스, 패트리시아 로가 있었다. 홀리는 조계는 대개 영국인과 웨일스인으로 이뤄져 있으되, 아메리카 원주민의 혈통이 다소 있음이 확인되었다. 어려서 그의 별칭은 "친구(buddy)"였다. 홀리가 태어나던 무렵은 대공황이 활개치던 시절인지라 홀리 가족은 러벅 시내에서 여러 번 이사를 다녀야 했다. 아버지도 직장을 자주 갈아치우는 형편이었다. 침례교회에서 세례를 받았고, 가족 전원이 태버내클 침례교회 소속이었다.
홀리 가정은 대단히 음악과 관계가 깊다. 아버지를 제외한 전 가족이 노래나 연주을 할 줄 알았으며, 형들은 장기자랑 대회에서 많이 공연한 바 있었다. 한번은 홀리도 바이올린을 들고 참여했는데, 홀리가 바이올린 연주에 대해선 까막눈인지라 형 래리가 미리 현에다 기름칠을 해서 아무런 소리가 나지 않게 해놨다. 그리하여 형들은 장기자랑에서 우승했다. 제2차 세계대전이 발발하자 래리와 트래비스가 군에 불려가 복무하게 되었다. 래리가 제대하여 돌아올 때 태평양에서 파병되었을 때 선원한테서 구입한 기타 한 대를 들고왔다. 홀리가 11살일 때 피아노 수업을 듣게 되었으나, 단 9개월 듣고 나서 작파해버렸다. 그 사연인즉 홀리가 학교 버스에서 급우가 노래를 부르며 연주하던 기타 소리를 듣고, 기타로 관심을 돌려버린 것이다. 일단은 스틸 기타를 사준 부모였지만, 형이 쓴 것 같은 기타를 조른지라 전당포에서 원하던 기타를 사줬고, 트래비스가 기타 치는 법을 알려주었다.
어린 시절의 홀리가 영향으로 삼은 음악인들은 행크 윌리엄스, 지미 로저스, 행크 스노, 밥 윌스, 카터 패밀리 등이었다. 로스코 윌슨 초등학교에 재학하던 시절 밥 몽고메리란 아이와 친구가 되어 짝지어 연주를 같이 하거나, 루빈 브라더스나 조니 & 잭의 곡들을 따라해 보기도 했다. 두 명 모두 WSM의 《그랜드 올 오프리》, KWKH의 《루이지애나 헤이라이드》, 《빅 D 잼보리》를 애청했다. 고등학교에 들어가서는 소니 커티스란 아이와 제리 앨리슨이란 아이와 만나 함께 연주하는 사이로 발전했다. 1952년 홀리와 잭 닐이 짝을 지어 "버디 앤 잭"을 조직하고, 장기자랑 대회나 시내 텔레비전에 출연했다. 닐이 탈퇴한 뒤에는 밥 몽고메리가 대신해서 들어갔으므로 "버디 앤 밥"이 되었다. 1953년부터는 KDAV의 《선데이 파티》에서 공연하게 되었고, 러벅 시내의 많은 공연장에서 공연을 행했다. 이 시절 홀리가 큰 영향으로 삼은 것은 블루스와 리듬 앤 블루스를 틀어주던 심야 라디오 방송이었다. 차 안에서 커티스와 앉아 러벅 시내의 전파가 멎어드는, 밤에야 착신이 가능할 정도로 멀찍한 방송국에서 틀어주던 음악들에 귀기울이곤 했던 것이다. 이러면서 홀리는 차차 먼젓번에 들어 왔던 컨트리, 웨스턴에서 받은 영향과, 지금에 와서 들어온 R&B의 영향을 뒤섞기 시작했다.
1955년 러벅 고등학교를 졸업한 홀리는 완전히 음악계에 투신하기로 마음을 굳혔다. 더욱이 KDAV의 패피 데이브 스톤이 주선한 러벅에서 이뤄진 엘비스 프레슬리의 공연을 본 뒤로 그 결심은 더한층 굳어졌다. 동년 2월 홀리는 페어 파크 대공연장에서 열린 프레슬리의 공연의 오프닝을 열어주었다. 게다가 엘비스의 4월 코튼 클럽 공연 및 6월 그곳에서의 재공연에서도 오프닝을 맡아주었다. 이즈막 홀리는 스탠드업 베이스에 래리 웰본, 드럼에 앨리슨을 둔 밴드를 꾸렸고, 그 음악성은 컨트리 앤 웨스턴에서 프레슬리의 공연, 음악에 심취했던지라 로큰롤로 전향되어 있었다. 금년 10월 스톤이 빌 헤일리 & 히즈 코메츠의 공연을 주선, 홀리를 오프닝 공연자로 세워주었다. 바로 이 공연에서 홀리는 내슈빌의 스카우터 에디 그랜달의 눈에 띄었다. 홀리의 공연에 마음이 움직인 크랜달은 그랜드 올 오프리의 매니저 지 데니에게 기별하여 홀리와의 취입 계약을 주비할 것을 일렀다. 스톤이 건네준 데모 테이프를 데니가 받아 다시 폴 코헨한테 건내어 1956년 2월 비로소 홀리의 밴드는 코헨의 인가를 받아 데카 레코드에 들어간다. 계약과정에서 데카 측이 실수로 홀리(Holley)의 성을 "Holly"로 와기했는데, 그 바람에 일반에서 홀리는 "버디 홀리(Buddy Holly)"라는 이름으로 더 유명해져버렸다.
1956년 1월 26일, 홀리는 직업삼아 하는 녹음으로는 처음하는 녹음을 행했다. 프로듀서는 오웬 브래들리였다. 연후 내슈빌에서 두 번 더 녹음을 행한 홀리였으나, 프로듀서가 일임하여 세션 음악인 및 편곡을 좌우한 터라 홀리는 창작권의 결여에 대하여 점점 못마땅함을 느끼게 되었다. 1956년 4월 데카에서 전면에 〈Blue Days, Black Nights〉, 이면에 〈Love Me〉를 실은 싱글을 출반한다. 데카는 파론 영의 오프닝 공연에 홀리를 배정시켰다. 이 투어의 와중에 홀리의 밴드는 "버디 홀리 앤 더 투 톤즈(Buddy Holly and the Two Tones)"로 광고되었으며, 이다음 광고할 때는 "버디 홀리 앤 더 스리 톤즈(Buddy Holly and the Three Tunes)"가 되어 있었다. 이후 홀리의 차기작 〈Modern Don Juan〉이 〈You Are My One Desire〉을 이면에 싣고 출반되었다. 어느 곡도 파장을 불러 일으켰음직한 것은 없었다. 1957년 1월 22일 데카는 홀리에게 계약연장은 없을 것임을, 아울러 다음 5년간 본 음반사에서 출반한 곡은 타 음반사에서 출반해선 안 된다는 통보를 했다.

### 크리케츠 결성 (1956년 ~ 1957년)

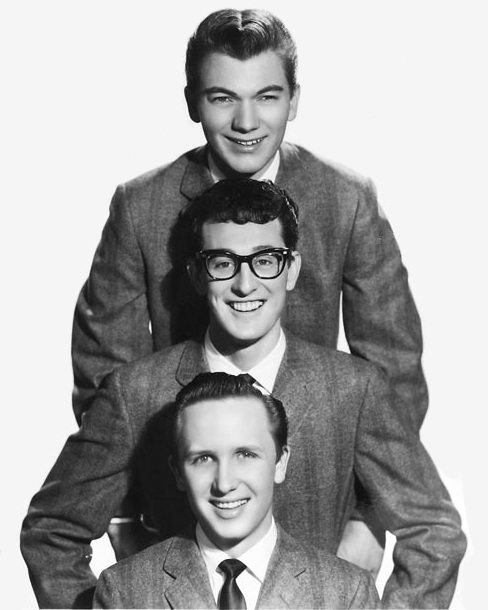
1957년 촬영의 크리케츠.

데카에 있으면서 홀리의 불만은 점점 더 커져만 갔다. 이러던 중 홀리는 버디 녹스의 〈Party Doll〉과 지미 보웬의 〈I'm Stickin' with You〉의 성공에 마음이 움직여 이 곡들의 프로듀싱을 맡은 노먼 페티를 심방해보기로 했다. 그리하여 앨리슨, 베이시스트 조 B. 몰딘, 리듬 기타리스트 니키 설리번을 대동하여 홀리는 뉴멕시코주 클로비스에 자리한 페티의 녹음실에 갔다. 이곳에서 홀리 일행은 먼저 내슈빌에서 녹음을 한 바 있던 〈That'll Be the Day〉의 데모를 제작했다. 홀리는 원망하던 리드 기타 파트를 자기가 함으로써 자기가 원하던 소리를 뽑아낼 수 있었다. 페티는 홀리의 매니저까지 맡아주어 뉴욕 시 소재의 브룬스윅 레코드에 이 데모를 전송했다. 홀리는 이미 데카 레코드와의 계약에 발목을 잡힌 터라, 자기자신의 명의 대신에 회명을 지어 그 명의로 삼기로 했다. 이에 회명을 궁리하던 중, 앨리슨이 생각해낸 "크리케츠(Crickets)"가 선택되었다. 그리고 〈That'll Be the Day〉의 발매에 앞서, 브룬스윅은 이후의 창작에 대한 전권을 그에 위임하고, 이로 인한 재정적 책임 역시 그에 위임하게 될 것이라는 조의 기본계약을 맺게 시켰다.
데모에 대단히 인상을 받은 음반사의 중진들은 새로이 재녹음을 할 것도 없이 데모를 그대로 발표하기로 결정했다. 이렇게 만들어진 싱글의 명의는 크리케츠, 또한 이면의 곡은 〈I'm Looking for Someone to Love〉였다. 페티와 홀리는 후일 브룬스윅이 사실은 데카의 자회사라 그 뜻인즉, 애시당초 버디 홀리를 명의로 녹음을 했어도 전혀 무방했다는 것을 알게 된다. 이렇게 크리케츠 명의의 곡은 브룬스윅을 통해 발표되고, 한편 홀리 명의의 곡은 데카의 또 다른 자회사 코랄 레코드에서 출반되는 게 되어, 홀리는 양 음반사와 2중계약을 맺은 셈이 되었다.
1957년 5월 27일 〈That'll Be the Day〉가 출반된다. 직후 페티는 어빈 펠드를 대동시켜 홀리와 크리케츠를 투어에 보냈다. 이들을 따라온 어빈은 R&B 차트에 〈That'll Be the Day〉가 실린 걸 보고서야 이들을 주목하게 되었다. 어빈의 덕으로 그들은 워싱턴 D.C., 볼티모어, 뉴욕 시에서 공연을 따냈다. 8월 16일에서 22일간 뉴욕 시 아폴로 극장에서 공연할 기회도 얻었다. 아폴로 극장에서의 오프닝 공연의 일화로, 크리케츠가 관중들에게서 호응을 얻지 못하다가 〈Bo Diddley〉를 곡목에 넣고서야 비로소 호응을 얻어냈다는 것이 있다. 아폴로에서의 공연이 끝날 무렵 〈That'll Be the Day〉가 차트를 치올라가기 시작했다. 싱글의 성공에 고무되어 페티는 홀리의 솔로 앨범과 크리케츠의 앨범, 이렇게 두 장의 앨범을 기획하게 되었다. 8월 26일 홀리는 딕 클라크 진행의 ABC 프로그램 《아메리칸 밴드스탠드》에서 공연을 가졌고, 뉴욕시를 떠나기 전 에벌리 브라더스를 만나 친구 사이가 되었다.
9월 23일 〈That'll Be the Day〉는 미국 "베스트셀러 인 스토어" 차트에서 1위를 기록, 영국의 싱글 차트에서 11월 3주간 1위를 기록했다. 9월 20일 코랄에서 〈Everyday〉를 이면으로 넣고 〈Peggy Sue〉를 출반한다. 특기할 것으로 이 싱글에서 홀리는 녹음자(performer)로 기록되어 있다. 이 싱글은 빌보드 팝 차트에서 3위를 기록, R&B 차트에서 2위를 기록했다. 영국 싱글 차트에서는 최고 6위였다. 본 곡의 성공으로 하여 홀리에 대한 주목은 크게 늘어나서, 크리케츠라는 회명조차 "버디 홀리 앤 더 크리케츠(Buddy Holly and the Crickets)"로 변용될 정도였다.
9월의 마지막 주 홀리를 비롯하여 밴드 멤버들은 러벅으로 날아가 가족을 상봉했다. 홀리가 러벅 땅을 다시 밟을 적 홀리의 고등학교 연인 에코 맥귄은 이미 홀리를 버리고 딴 급우와 눈이 맞은 상태였다. 이에 홀리는 맥귄을 포기하고, 러벅에 있던 자신의 팬 준 클라크와 교제를 시작했다. 후일 홀리는 클라크와의 관계를 청산해버리고, 클라크와의 관계는 한갓 일시적인 것이며, 맥귄과의 관계는 그에 비하지 못하게 자신에게 중요했음을 깨닫게 된다. 홀리가 이런 와중에 페티는 오클라호마 시에서 녹음 준비에 한창이었다. 크리케츠가 이곳에 오기 전까지 페티는 녹음실을 가설해놓고 있었다. 앨범 제작에 필요한 나머지 곡들 및 싱글 곡들이 여기서 녹음되었다. 페티는 연후 클로비스에서 이들 곡에다 여러 소리를 더빙했다. 11월 27일 정규 앨범 《The "Chirping" Crickets》는 발표되었다. 이 앨범은 영국 앨범 차트에서 5위를 달성했다. 10월 브룬스윅이 크리케츠의 제2 싱글 〈Oh, Boy!〉를 이면에 〈Not Fade Away〉를 넣고 출반, 팝 차트 10위, R&B 차트 13위의 성적이었다. 12월 1일 《에드 설리번 쇼》에서 〈That'll Be the Day〉, 〈Peggy Sue〉 두 곡을 피로했다. 본 공연을 기해 니키 실리번이 고된 투어활동을 사유로 크리케츠를 탈퇴했다. 12월 29일에는 《아서 머레이 파티》에서 〈Peggy Sue〉를 공연했다.

### 전세계 투어과 크리케츠 탈퇴 (1958년)
1958년 1월 8일 크리케츠는 "미국 제일의 청소년 앨범스타(America's Greatest Teenage Recording Stars)"라는 제호의 투어기획에 참여케 되었다. 1월 25일 〈Rave On〉를 녹음, 이튿날 《에드 설리번 쇼》에서 출연하여 〈Oh, Boy!〉를 공연했다. 그리고 1월 27일의 하와이주 호놀룰루 공연을 위해 비행기를 탔다. 하와이 공연을 마친 직후 일주일간의 호주 투어를 위해 대양을 가로질렀다. 3월에는 25일간 영국에서 50회 공연을 하며 돌아다녔다. 동월 첫 솔로 앨범 《Buddy Holly》가 발표되었다. 미국으로 돌아와서는 앨런 프리드의 투어기획인 '빅 비트 쇼(Big Beat Show)'에 참여하여 41일 동안 함께 돌아다녔다. 4월 데카에서 정규 앨범 《That'll Be the Day》를 발표하였다. 이 앨범에는 홀리가 내슈빌 시절에 블래들리와 녹음했던 곡들을 담았다. 5월 새롭게 클로비스에서 녹음 세션이 진행되었다. 이때 홀리는 리드 기타 몫으로 토미 올섭을 채용했다. 이 세션에서 〈It's So Easy〉, 〈Heartbeat〉 등이 녹음되었다. 올섭의 실력이 마음에 든 홀리는 크리케츠에 그를 입단시키기로 했다. 6월 홀리는 뉴욕으로 건너와 솔로 녹음을 준비했다. 크리케츠를 빼고서 대신 재즈, R&B 악단을 데려와 〈Now We're One〉과 보비 대린의 〈Early in the Morning〉을 녹음했다.
이즈음 홀리는 피어사우스의 사무실에를 들렀다 마리아 엘레나 산티아고라는 여자를 만났다. 홀리는 그녀와의 첫 만남부터 데이트를 청하고 그 첫 데이트부터 청혼을 했다. 청혼은 받아들여져 8월 15일 결혼이 거행되었다. 페티는 이 결혼을 못마땅히 여겨 홀리에게 여성 팬들을 위해서라도 이 일을 비밀에 부치라고 말했다. 페티의 이 말은 홀리의 화를 사 홀리는 페티의 공연잡는 일에 트집을 잡기 시작했다. 한편 크리케츠는 홀리가 밴드의 전수익을 일임하여 벼르는 데 불만을 가졌고, 또 페티에 대해서도 마찰을 일으켰다.
뉴욕에 있는 동안 홀리와 산티아고는 뉴욕의 많은 공연장을 방문했다. 예를 들면 빌리지 게이트, 블루 노트, 빌리지 밴가드, 조니 존스즈 등등. 산티아고가 후일 회고한 바에 의하면 홀리는 플라멩코 기타의 핑거스타일을 배우기를 원망했으며, 또한 자기 이모네 집에서 곧잘 피아노를 연주하기도 했다고 한다. 홀리는 또한 솔, 로큰롤 음악인들과의 협주를 계획하고 있었다. 레이 찰스나 마할리아 잭슨과의 앨범 제작을 원했던 것이다. 또한 영화 제작과 액터 스튜디오에서 하던 리 스트래스버그의 연기수업을 듣고자 하는 바람도 있었다.
홀리가 투어를 할 때면 산티아고도 동행했다. 홀리와의 결혼을 숨기기 위해 선택한 방책은 크리캐츠의 비서로 위장하는 것이었다. 실제로 빨랫일이나 장비 설치나 공연의 수익을 거두는 일을 했다. 산티아고는 크리케츠가 공연수익을 으레 페티가 있는 뉴멕시코에 부치는 것을 막아 대신 자기가 들고 지켰다. 산티아고와 피어서던의 라틴음악부서의 중역이던 그녀의 이모 브로비 가르시아는, 홀리에게 페티가 코랄-브룬스윅에서 내주고 있는 크리케츠의 저작료를 빼돌려 자기 회사의 계좌에다 착복하고 있음을 알려주었다. 그 말에 홀리는 페티에게서 저작료를 회수할 방도와, 매니저직과 프로듀서직에서 그를 해임할 계획을 세웠다. 에벌리 브라더스의 권고를 받아들여 저작료를 협상할 변호사로는 해롤드 오렌스타인을 고용했다. 페티와의 법정분규는 그가 홀리에게 돈을 줄 수 없다고 하며 격화되기 시작했다. 그런 중에 뉴욕의 흥행가 매니 그린필드가 홀리에게 자기 몫이 모자라다고 일러왔다. 이 그린필드는 이전 투어에서 홀리의 공연을 잡아주었는데 홀리는 그린필드에게 그가 잡은 공연의 수익의 5%를 별러주겠다는 구두계약을 맺었다. 그린필드가 나중에 생각해보니, 자기는 홀리의 매니저 노릇까지 해 준 듯싶어 더 많은 품삯을 받아야 하지 않겠느냐는 생각이 들었다. 홀리는 이를 거절했고 그린필드는 바로 소송을 걸었다. 홀리의 저작료가 뉴욕에서 발생되었으며 뉴욕 밖으로 송금됨에 따라 뉴욕법 아래 지불금은 소송이 끝날 때까지 동결되었다. 그리하여 수익이 모자라 보이는 건 제 탓이거니 여기던 페티는 돈을 주고 싶어도 못 주는 상황이 되었다.
동년 9월 홀리는 클로비스로 돌아가 새 녹음 세션을 준비했다. 여기서 녹음된 것이 〈Reminiscing〉과 〈Come Back Baby〉였다. 이 세션 중에 홀리는 러벅의 디제이 웨일런 제닝스의 취입을 위해 직접 프로듀서가 되어보기로 했다. 홀리는 그의 싱글 〈Jole Blon〉과 〈When Sin Stops (Love Begins)〉의 프로듀싱을 해주었다. 홀리는 점차 뉴욕의 음악계에 감응되어 갔다. 이로 말미암아 홀리 부처는 그리니치 빌리지 15번가 11번지에 자리잡은 브리보어트 아파트 4H호실에 둥지를 틀었다. 이곳에서 홀리는 통기타를 쳐가며 여러 자작곡들을 녹음했다. 〈Crying, Waiting, Hoping〉, 〈What to Do〉 등이 여기서 탄생하였다. 아파트에서 녹음된 이러한 곡들은 맥귄과의 연애의 파국에서 영감받아 지어진 것이 대부분이었다. 10월 코랄에서 발표할 곡을 취입했다. 색소포니스트 보미 리치먼과 전직 NBC 관현악단 멤버로 얼러진 18인조 오케스트라를 이끌고 세 시간 반 동안의 녹음을 거쳐 〈It Doesn't Matter Anymore〉, 〈Raining in My Heart〉, 〈Moondreams〉, 〈True Love Ways〉를 완성했다.
1958년 12월 그예 홀리는 페티와의 계약을 해소한다. 크리케츠의 다른 멤버들은 페티를 계속 매니저로 삼았으므로 홀리는 크리케츠와도 갈라져버렸다. 페티는 아직도 저작료를 지불할 생각이 깜깜했고, 이런 터수에 홀리는 새 밴드를 꾸려 투어에 나설 수밖에 없었다.

### 윈터 댄스 파티와 죽음 (1959년)

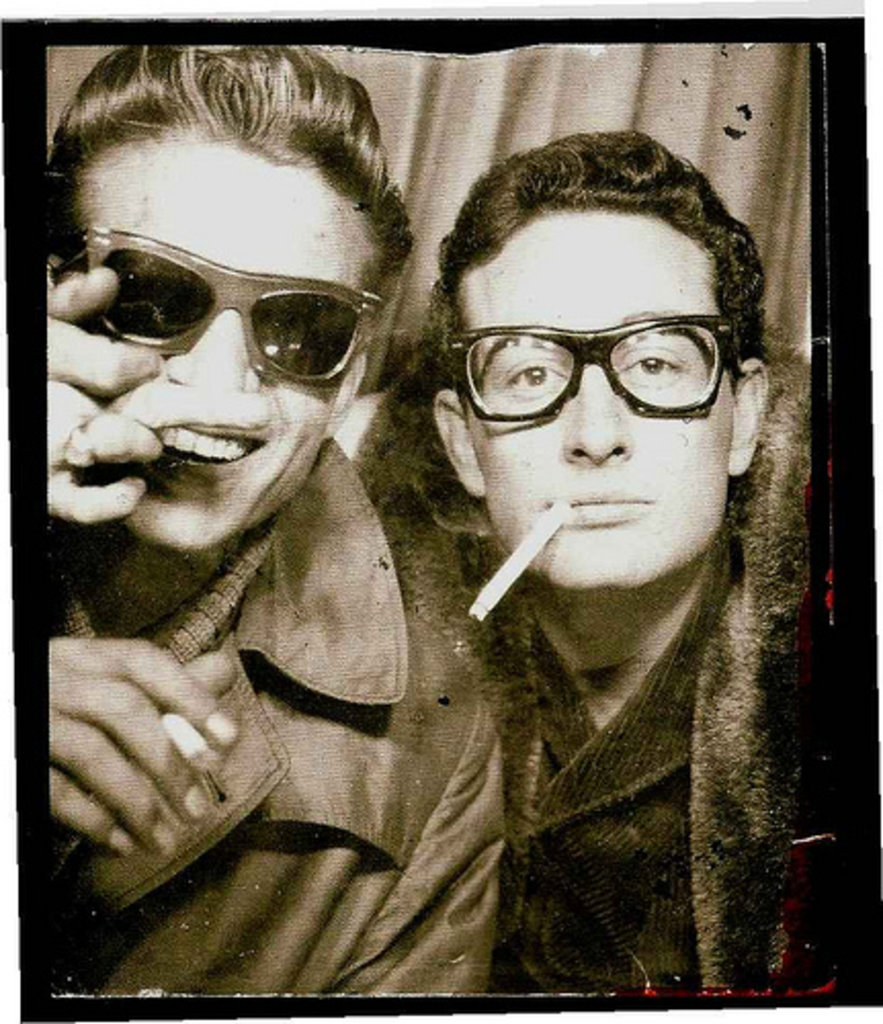
웨일런 제닝스와 홀리. 1959년 1월 23일 촬영.

1958년 12월 홀리는 휴가를 잡고 러벅으로 날아가 제닝스가 하는 라디오 방송국에 부인과 함께 방문했다. 곧 있을 투어 윈터 댄스 파티를 준비할 모양으로 웨일런 제닝스, 토미 올섭, 칼 번치, 제닝스를 불러모아 밴드를 꾸리기로 했던 것이다. 제닝스를 데리고 뉴욕으로 날아가 1959년 1월 15일 그곳에 도착했다. 투어를 주최한 제너럴 아티스츠 코퍼레이션의 본사에서의 회담일을 기다리는 동안 제닝스는 워싱턴 스퀘어 파크의 홀리네 아파트에 잠깐 묵었다. 이후 기차를 타고 시카고로 건너가 밴드의 나머지 멤버들을 만났다.
윈터 댄스 파티는 1959년 1월 23일 위스콘신주 밀워키에서 시작되었다. 윈터 댄스 파티는 굉장히 광범한 지역을 이동하는 일정인지라 큰 전지(轉地)적 문제를 떠안고 있었다. 애시당초 공연장간의 거리는 계획에 상정조차 되지 않았다. 게다가 투어용 버스는 겨울철의 엄동설한에 두 번이나 고장이 나버렸다. 이로 인하여 드러머 칼 번치가 버스에서 발가락에 동상을 입어 병원으로 실려가는 지경이었다. 상황이 이렇자 홀리는 버스 외의 다른 이동수단을 궁리할 수밖에 없게 되었다. 2월 2일 아이오와주 클리어레이크 공연에 앞서 홀리는 동주(同州) 메이슨 시티의 항공사 드위어 플라잉 서비스에서 4인승 비행기 비치크래프트 보난자를 대여했다. 탑승 인원은 제닝스, 올섭, 본인으로 정해놓았다. 홀리의 생각은 클리어 레이크의 공연장 서프 볼룸에서의 공연을 마친 뒤 다음 공연장이 있는 미네소타주 무어헤드까지 가되, 일단 노스다코타주 파코를 경유하여 옷가지를 세탁하고 잠시 쉴 시간을 갖는 것이었다. 공연은 자정이 가까워질 무렵에 끝났다. 직후 올섭과 리치 밸런스는 동전튕기기로 좌석 내기를 했다. 결과는 앞면을 고른 밸런스의 승이었다. 밸런스는 결과를 보고 "내 평생 뭔가 이겨본 건 이게 처음이다"라고 기뻐해 했다. 후일 올섭은 텍사스주 포트워스에서 한 레스토랑을 열었는데, 그 이름이 "앞면 위(Heads Up)"였다. 제닝스는 J. P. 리처드슨이 감기에 걸린 데다 버스가 춥고 자기 몸집에는 너무 작다며 불평하자 자진해서 좌석을 넘겨줬다.
조종사 로저 피터슨은 악천후를 뚫고 항공기를 이륙시켰다. 피터슨은 계기비행만으로 비행기를 몰 자격이 없었음에도 불구하고 비행을 감행해버렸다. 1959년 2월 3일 오전 12시 55분이었다. 홀리, 밸런스, 리처드슨, 피터슨을 실은 비행기는 옥수수밭으로 곤두박질쳐 탑승자는 전원 사망하였다. 비행기가 처박힌 곳은 아이오와주 메이슨 시티에서 북서쪽으로 5마일을 간 곳이었다. 음악인 3인은 충돌과 함께 기체에서 튕겨나갔으며 두부와 흉부에 부상을 입었다.

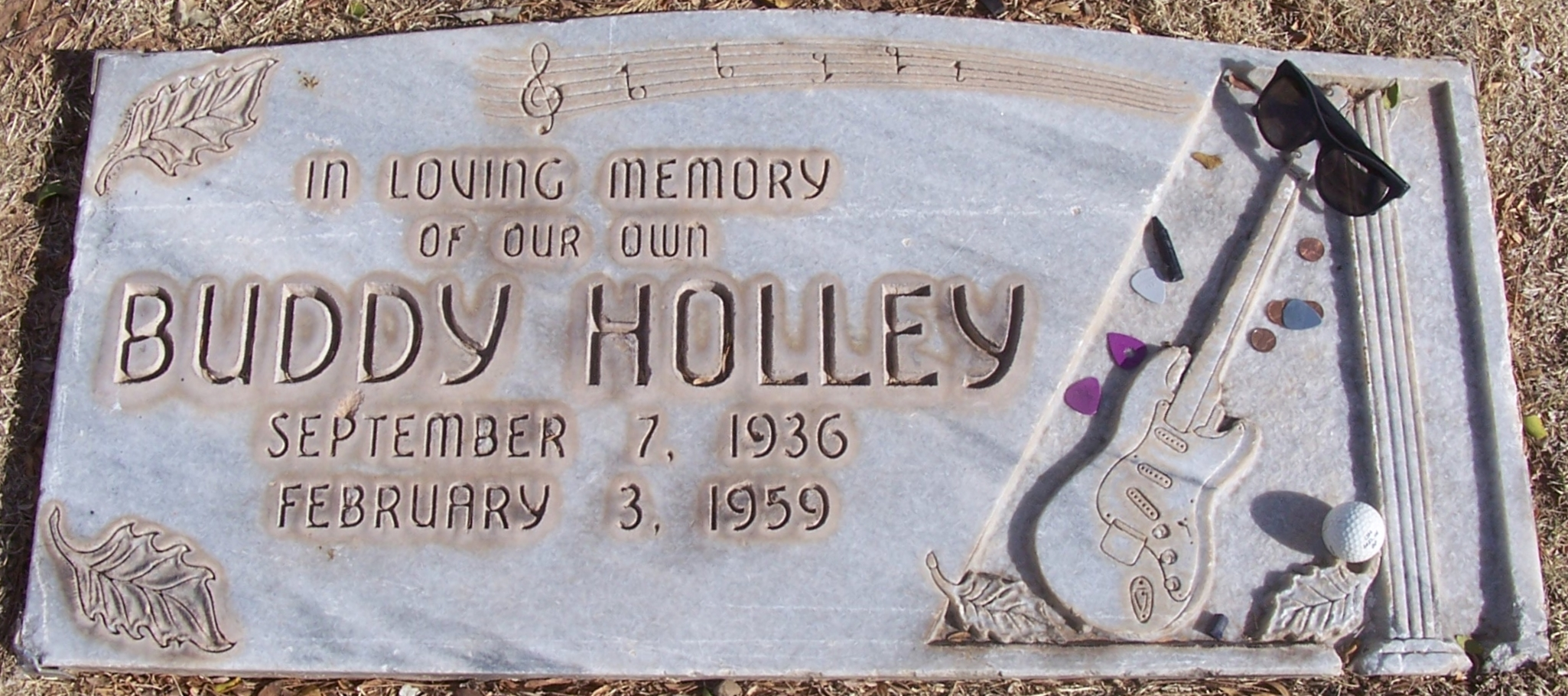
러벅 공동묘지에 있는 홀리의 묘비

홀리의 장례식은 1959년 2월 7일 러벅의 태버내클 침례교회에서 거행되었다. 장례의 사회를 본 사람은 벤 D. 존슨인데 불과 몇 달 전에 홀리의 결혼식에서 사회를 본 사람이었다. 상여를 멘 이로는 제리 앨리슨, 조 B. 몰딘, 니키 설리번, 밥 몽고메리, 소니 커티스가 있었다. 에벌리 브라더스의 필 에벌리 역시 상여를 멨다는 설이 존재하나, 본인이 증언하기로 자기는 장례식에 참례는 하였되 상여를 메지는 않았다고 했다. 웨일런 제닝스는 윈터 댄스 투어를 계속해야 했으므로 참례하지 못했다. 홀리의 시신은 러벅의 동편에 위치한 러벅 공동묘지에 묻혔다. 홀리의 묘석은 홀리의 본래 성(Holley)을 따르고 있으며, 홀리가 쓰던 펜더 스트라토캐스터를 새겨놓았다.
엘레나는 텔레비전을 통해 처음 홀리의 죽음을 접했고, 본인이 주장하기로 이튿날 그만 유산을 했다고 한다(이를 근거할 객관적 출전은 없다). 홀리의 모친은 라디오에서 소식을 접하고는 꽥 소리를 지르고 혼절했다. 엘레나가 유산을 하자 당국은 사고 이후 몇 달간 피해자의 가족이 알림받기 전까지 피해자의 이름을 공개하지 못하도록 조치하였다. 산티아고는 장례에도 가지 않고 평생 홀리의 묫자리조차 가지 않았다. 훗날 그녀가 《아발란치 저널》에 밝힌 바는 이러하다. "한켠으로 나를 탓합니다. 떠날 때부터 뭔가 석연찮았어요. 그때가 임신 2주차였고, 버디가 내 곁에 있어 주기를 바랐지만, 벌써 투어가 잡혀 있던 걸 어떡합니까. 그때가 그와 헤어지기로는 처음인데. 나를 탓할 밖에 더 있을까요. 버디가 그때 내가 같이 있었더라면 절대 그 비행기에 타지 않았을 테니까요."

## 이미지 및 스타일
홀리를 대표하는 창법이라면 그 특유의 딸꾹질 창법과 진성과 가성을 번갈아 부르는 창법을 들 수 있다. 이런 "떠듬떠음한 보컬"을 상호보완해 주는 것이 홀리의 타주(打奏), 독주, 중음주법, 곡절음, 리듬 앤 블루스 화음진행이다. 또 타악기 몫의 앨리슨이 "감사납게" 두드릴라치면 이를 보완하고자 다운스트로킹을 하기도 했다.
홀리가 러벅의 해롤드 뮤직에서 249.50 달러를 주고 산 그의 첫 펜더 스트라토캐스터는 곧 그의 대표 기타가 되었다. 스트라토캐스터는 당시 컨트리 음악인들에게 유행하고 있었을뿐더러 홀리는 그 커다란 소리가 마음에 들었다. 그가 "혁신"했다 할 주법이라면 대표적으로 "도톰한 리듬(chunky rhythm)"에 "상현(上絃) 주도의 연주(high string lead work)"를 버무린 것을 들 수 있다. 전술한 홀리의 첫 스트라토캐스터인 1954년 모델은 1957년 미시간 투어 중에 그만 도난을 당했고, 이를 대신하고자 1957년 모델을 디트로이트에서 샀다. 홀리가 한평생 소유한 스트라토캐스터는 다 합해서 너덧 대 정도 된다.
홀리를 비롯한 그 밴드 전원은 음악을 시작할 적부터 신사복을 입고 공연에 나섰다. 그러다가 변한 것이 에벌리 브라더스를 만났을 때로, 돈 에벌리의 권유를 받아 찾은 필즈 멘즈 숍(Phil's men's shop)에서 아이비 리그를 소개받은 것이다. 에벌리 형제는 홀리의 케케묵은 안경을 당시 스티브 앨런이 써서 유명해진 뿔테 안경으로 갈아끼울 것을 권했다. 이에 홀리는 러벅의 검안사 J. 데이비스 아미스테드에게 멕시코산 뿔테 안경 한 짝을 얻어 썼다. 이 안경을 본 미국 전역의 소년들은 이 안경을 찾아 써 보려고 했고, 이래서 후일 이 안경은 "버디 홀리 안경"으로도 일컬어지게 되었다.

## 남긴 것
버디 홀리는 미완성한 여러 녹음물을 남기고 떠났는데, 이들이 무엇무엇이냐 하면 새롭게 작곡한 노래의 솔로 녹음, 밴드원들과 스스럼없이 가진 즉흥공연, 다른 가수들에게 불릴 곡의 데모가 담긴 것이었다. 이러한 녹음물의 대부분은 홀리가 생전 살던 아파트에서 만들어졌으며, 여기서 남긴 녹음에서 그가 자작한 곡이 여섯 곡 있었다. 이들 중 두 곡을 골라 1959년 6월 코랄 레코드에서 레이 찰스 싱어스의 백 보컬과 스튜디오 주재 음악인들에 의한 크리케츠스러운 음향을 흉내낸 연주를 더빙했다. 바로 이 두 곡이 싱글로 엮여 홀리 최초의 사후 싱글 〈Peggy Sue Got Married〉/〈Crying, Waiting, Hoping〉이 되었다. 이 싱글이 성공하자 나머지 네 곡을 뭉쳐 단일한 정규앨범을 만들기에 손색이 없다는 결정이 세워져 1960년 1월 같은 세션을 동원해 나머지 데모도 몽땅 더빙했다. 이렇게 더빙된 홀리의 사후곡들은 앨범 《The Buddy Holly Story, Vol. 2》에 모두어 출반된다.
홀리의 음반을 내달라는 요구가 빗발치고, 홀리가 워낙에 많은 녹음을 남겨두었던지라 홀리의 음반사는 사후 10년 동안 새 앨범과 싱글을 낼 수 있었다. 이런 사후 음반을 만들기는 대부분이 노먼 페티의 프로듀싱을 거친 것으로 그의 손을 거치기로는 마무리가 안 된 스튜디오 마스터, 얼터너티브 테이크, 오디션 테이크, 심지어는 1954년까지 거슬러가는 아마추어 녹음까지였다. 버디 홀리의 새 앨범이랄 것은 1969년 《Giant》를 마지막으로 나오지 않았다. 이 앨범에서는 〈Love Is Strange〉를 싱글컷했다.
《브리태니커 백과사전》은 서술하기를 홀리가 "록 음악에서 으뜸갈 정도로 특유하고 영향력있는 작품을 만들었다."고 했다. 올뮤직은 일컫기를 "초기 로큰롤에서 가장 영향력있는 창작력을 가진 독자(獨自)"라고 했다. 《롤링 스톤》은 홀리를 선록 "가장 위대한 아티스트 100인"에서 13위에 랭크시켰다. 《텔레그래프》가 일컫기로는 "선구자이자 혁신가 (...) 팔방미인에 (...) 오늘날에까지 신선하고 강력한 [곡들의] 공동작곡가이자 연예인"이라 했다. 2023년 《롤링 스톤》은 홀리는 역사상 가장 위대한 음악인 200인에서 174위에 위치시켰다.

## 참고 문헌
- Amburn, Ellis (2014). 《Buddy Holly: A Biography》. St. Martin's Press. ISBN 978-0-312-14557-6.
- Associated Press staff (1959). “Iowa Crash Kills 3 Singers; Rock 'n' Roll Stars and Pilot Die as Chartered Craft Falls After Its Take-Off”. 《New York Times》. Associated Press. 1면. 2010년 11월 13일에 확인함.
- BBC News staff (2003). “Sir Paul's fortune boosted”. 《BBC News》 (BBC). 2010년 1월 2일에 확인함.
- Blaney, John (2005). 《John Lennon: Listen to This Book》. John Blaney. ISBN 978-0-954-45281-0.
- Buddy Holly Center staff (2014). “The Buddy Holly Center – History”. 《The Buddy Holly Center》. The City of Lubbock. 2015년 3월 25일에 원본 문서에서 보존된 문서. 2015년 3월 25일에 확인함.
- Carr, Joseph; Munde, Alan (1997). 《Prairie Nights to Neon Lights: The Story of Country Music in West Texas》. Texas Tech University Press. ISBN 978-0-89672-365-8.
- Clapton, Eric (2010). 《Eric Clapton: The Autobiography》. Random House. ISBN 978-1-409-06039-0.
- Corbin, Sky (2014). “The Waylon Jennings Years at KLLL (Part Five)”. 《KLLL》 (KLLL Lubbock). 2014년 7월 14일에 원본 문서에서 보존된 문서.
- Crenshaw, Marshall (2015). “Buddy Holly (American Musician)”. 《Encyclopædia Britannica》. Encyclopædia Britannica, Inc. 2015년 3월 24일에 확인함.
- Crouse, Richard (2012). 《Who Wrote The Book of Love?》. Random House Digital. ISBN 978-0-385-67442-3.
- Dean, Maury (2003). 《Rock and Roll: Gold Rush》. Algora Publishing. ISBN 978-0-875-86227-9.
- Deardorff II, Donald (2013). 《Bruce Springsteen: American Poet and Prophet》. Scarecrow Press. ISBN 978-0-810-88427-4.
- Duke, Alan (2011). “Buddy Holly's Officially a Hollywood Star”. 《CNN》 (Turner Broadcasting System, Inc). 2021년 12월 24일에 원본 문서에서 보존된 문서. 2015년 3월 24일에 확인함.
- Eder, Bruce (1996). “Just One More Look at The Hollies”. 《Goldmine》 22 (14).
- Eder, Bruce (2015). “Buddy Holly – Biography”. 《Allmusic》. Rovi Corporation. 2015년 3월 24일에 확인함.
- Eiss, Harry (2013). 《The Mythology of Dance》. Cambridge Scholars Publishing. ISBN 978-1-443-85288-3.
- Everitt, Rich (2004). 《Falling Stars: Air Crashes That Filled Rock and Roll Heaven》. Harbor House. ISBN 978-1-891799-04-4.
- Fletcher, Tony (2012). 《The Clash: The Music That Matters》. Music Sales Group. ISBN 978-0-857-12749-5.
- Gaar, Gillian (2013). 《100 Things Beatles Fans Should Know & Do Before They Die》. Triunph Books. ISBN 978-1-623-68202-6.
- Goldrosen, Johnny Holley 2005 (1979). 《The Buddy Holly Story》. Quick Fox. ISBN 978-0-825-63936-4.
- Green, Stanley (1999). 《Hollywood Musicals Year by Year》. Hal Leonard Corporation. ISBN 978-0-634-00765-1.
- Gribbin, John (2012). 《Not Fade Away: The Life and Music of Buddy Holly》. Icon Books. ISBN 978-1-848-31384-2.
- Harris, Michael (2014). 《Always on Sunday: An Inside View of Ed Sullivan, the Beatles, Elvis, Sinatra & Ed's Other Guests》. Word International.
- Henderson, Lol; Stacey, Lee (2014). 《Encyclopedia of Music in the 20th Century》. Routledge. ISBN 978-1-135-92946-6.
- Hollywood Reporter Staff (1997). “Highest Honor”. 《Hollywood News Reporter》 (The Index-Journal). 2015년 3월 24일에 확인함 – Newspapers.com 경유.
- Humphries, Patrick (2003). 《Elvis The #1 Hits: The Secret History of the Classics》. Andrews McMeel Publishing. ISBN 978-0-740-73803-6.
- Hunter, Dave (2013). 《The Fender Stratocaster: The Life & Times of the World's Greatest Guitar & Its Players》. Voyageur Press. ISBN 978-0-760-34484-2.
- Jennings, Waylon; Kaye, Lenny (1996). 《Waylon: An Autobiography》. Warner Books. ISBN 978-0-446-51865-9.
- Jones, Steve (2014). 《Start You Up: Rock Star Secrets to Unleash Your Personal Brand and Set Your Career on Fire》. Greenleaf Book Group. ISBN 978-1-626-34070-1.
- Kerns, William (2008). “Buddy and Maria Elena Holly married 50 years ago”. 《LubbockOnline.com》 (Lubbock Avalanche-Journal). 2016년 3월 23일에 원본 문서에서 보존된 문서. 2015년 3월 25일에 확인함.
- Kerns, William (2011). “Buddy and Maria Holly Plaza dedication attracts large turnout”. 《Lubbock-Online.com》 (Lubbock Avalanche-Journal). 2015년 3월 25일에 확인함.
- Laing, Dave (2010). 《Buddy Holly》. Indiana University Press. ISBN 978-0-253-22168-1.
- Lehmer, Larry (2003). 《The Day the Music Died: The Last Tour of Buddy Holly, the Big Bopper and Ritchie Valens》. Music Sales Group. ISBN 978-0-825-67287-3.
- MacDonald, Les (2010). 《The Day the Music Died》. Xlibris Corporation. ISBN 978-1-469-11356-2.
- Margotin, Phillipe; Guesdon, Jean-Michael (2014). 《All The Songs: The Story Behind Every Beatles Release》. Black Dog, Leventhal. ISBN 978-1-603-76371-4.
- McLean, Don (2015). “Don McLean: Buddy Holly, rest in peace”. 《CNN》 (Turner, Inc). 2015년 3월 26일에 확인함.
- Mellecamp, John (2011). “100 Greatest Artists”. 《Rolling Stone》. Wenner Media, LLC. 2017년 12월 7일에 원본 문서에서 보존된 문서. 2015년 3월 24일에 확인함.
- Meriwether, Nicholas (2013). 《Studying the Dead: The Grateful Dead Scholars Caucus, An Informal History》. Scarecrow Press. ISBN 978-0-810-89125-8.
- Moore, Gary (2011). 《Hey Buddy: In Pursuit of Buddy Holly, My New Buddy John, and My Lost Decade of Music》. Savas Beatie. ISBN 978-1-932-71497-5.
- Norman, Phillip (1996). 《Rave on: The Biography of Buddy Holly》. Simon & Schuster. ISBN 978-0-684-80082-0.
- Norman, Philip (2011). 《Buddy: The Definitive Biography of Buddy Holly》. Pan MacMillan. ISBN 978-1-447-20340-7.
- Norman, Phillip (2015년 2월 3일). “Why Buddy Holly will never fade away”. 《The Telegraph》 (Telegraph Media Group Limited). 2015년 8월 27일에 확인함.
- Phillips, Mark; Garcia, Frank (1996). 《Science Fiction Television Series: Episode Guides, Histories, and Casts and Credits for 62 Prime-Time Shows, 1959 through 1989》. McFarland. ISBN 978-1-476-61030-6.
- Riley, Tim (2011). 《Lennon: The Man, the Myth, the Music》. Random House. ISBN 978-1-448-11319-4.
- Rock and Roll Hall of Fame staff (2015). “Buddy Holly Biography”. 《Rock and Roll Hall of Fame》. The Rock and Roll Hall of Fame and Museum, Inc. 2017년 8월 8일에 원본 문서에서 보존된 문서. 2015년 3월 24일에 확인함.
- Rolling Stone staff (2001). “Buddy Holly Biography”. 《Rolling Stone》. Wenner Media, LLC. 2015년 3월 24일에 확인함.
- Scott Schinder, Andy Schwartz (2007). 《Icons of Rock: An Encyclopedia of the Legends Who Changed Music Forever》 1. Greenwood. ISBN 978-0-313-33845-8.
- Shelton, Robert (2011). 《No Direction Home – The Life And Music of Bob Dylan》. Omnibus Press. ISBN 978-0-857-12616-0.
- Songwriters hall of Fame staff (2002). “Buddy Holly”. 《Songwriters Hall of Fame》. American National Academy of Popular Music. 2015년 4월 2일에 원본 문서에서 보존된 문서. 2015년 3월 24일에 확인함.
- Suddath, Claire (2009). “The Day the Music Died”. 《TIME magazine》 (Time Inc.). 2013년 8월 26일에 원본 문서에서 보존된 문서. 2011년 2월 23일에 확인함.
- Uslan, Michael; Solomon, Bruce (1981). 《Dick Clark's the First 25 Years of Rock & Roll》. Dell Publishing Company. ISBN 978-0-440-51763-4.
- Webber, Julian Lloyd (2015). “Buddy Holly's heartbreak songs”. 《The Telegraph》 (Telegraph Media Group Limited). 2015년 5월 11일에 확인함.
- Wishart, David (2004). 《Encyclopedia of the Great Plains》. University of Nebraska Press. ISBN 978-0-80-324787-1.